# Agence nationale de valorisation de la recherche
Pour les articles homonymes, voir ANVAR.
L'Agence nationale de valorisation de la recherche (abrégé en Anvar) est un ancien établissement public à caractère industriel et commercial français fondé en 1967 et qui a fusionné en 2005 avec d'autres organismes d'aide à l'investissement dans les PME pour intégrer le groupe Oséo, au sein de Bpifrance.

## Historique
L'Anvar est créé en 1967, et placée sous la direction de Maurice Ponte, pour valoriser, principalement auprès de l'industrie, les résultats de recherche des grands laboratoires publics et/ou universitaires français, à travers le transfert de technologie. 
En 1979, sa mission est réorientée par décret vers le soutien à l'innovation et au progrès technologique, elle se voit alors confier la gestion de l'aide à l'innovation, cette fois directement auprès d'entrepreneurs, porteurs des projets et proches des besoins du marché, avec la mise en place de directions régionales Anvar, pour favoriser les activités de recherche et développement privées et les partenariats public-privé.
Au milieu des années 1980, l'Anvar commence à développer des conventions avec les sociétés de capital-risque pour faciliter le renforcement de la structure capitalistique (les fonds propres) des PME de technologie innovante à forte croissance. 
Les années 1980-90 ont marqué son apogée, parallèlement à un rapprochement avec les programmes européens de soutien à l'innovation et malgré des dotations publiques régulièrement en baisse. 
Cette agence devient ensuite l'organisme habilité à attribuer le label « entreprise innovante » pour les fonds communs de placement dans l'innovation (FCPI) créés par la loi de finances de 1997. Un nouveau décret, le 19 février 1997, dispose que l'Anvar doit « soutenir le développement industriel et la croissance par l'aide à l'innovation, notamment technologique, et contribuer à la mise en valeur des résultats de la recherche scientifique et technique ; [et participer] à la mobilisation des financements nécessaires à la croissance des entreprises, notamment par l'apport de son expertise ». 
Dirigée par une personne nommée à la direction générale, l'Anvar possédait un conseil d'administration composé de dix-huit membres dont six représentants de l'État provenant des ministères chargés de l'économie et du budget, de l'industrie, de la recherche, des petites et moyennes entreprises, de l'aménagement du territoire. En juillet 2004, Philippe Jurgensen est remplacé par Jean-Pierre Denis, à la tête de l'Anvar. 
Jusque-là, et depuis plus de vingt ans, le budget annuel de l'Anvar ne dépassait pas 60  à   90 millions d'euros par an (en majorité pour l'avance remboursable), dont 60 % issus du remboursement des aides antérieures attribuées en avances de trésorerie. Le principal poste de dépense de l'Anvar était en effet l'aide à l'innovation, qui se composait d'avances et de prêts remboursables aux PME. Ces avances et prêts, avec intérêts, constituaient donc une grande partie de ses ressources provisionnelles. En outre, le budget de l'Anvar comprenait des subventions publiques, les revenus de ses prestations et de ses publications, le produit des redevances, et les produits de son patrimoine financier et corporel.
Au printemps 2004, un rapport de la Cour des Comptes indique de graves dysfonctionnements dans le budget de l'Anvar, élaboré depuis 1997 sans règle du jeu financière, situation qui a créé un vide juridique qui n'est pas sans lien avec les graves dysfonctionnements comptables de l'organisme, et qui laisse apparaître un déficit de 261 millions d'euros (2004). Une solution est alors trouvée : non pas la dissolution, mais un changement de statut juridique et une opération de fusion. L'Anvar est rapprochée de la Banque de développement des PME (BDPME) en juillet suivant. Le 8 juillet 2005, par décret d'application, l'Epic Anvar est transformée en une société anonyme, Oséo Anvar, rebaptisé Oséo Innovation en janvier 2007.